# 硅铈石
硅铈石（英語：Cerite）是一种含铈的复杂硅酸盐矿物族，化学式为(Ce,La,Ca)
9(Mg,Fe3+
)(SiO
4)
6(SiO
3OH)(OH)
3.铈和镧的含量随富铈品种（铈硅铈石）和富镧品种（镧硅铈石）而变化。 对来自芒廷帕斯的碳酸盐岩样品的分析表明，Ce
2O
3含量为 35.05%，La
2O
3为30.04%。
硅铈石于1803年首次在瑞典西曼兰的Bastnäs发现。富含镧的物种镧硅铈石于2002年首次在俄罗斯科拉半岛的Khibina地块中发现。